# Диоклетиан
Гай Авре́лий Вале́рий Диоклетиа́н (лат. Gaius Aurelius Valerius Diocletianus, имя при рождении — Диокл (лат. Dioclus); 22 декабря 244 года, Далмация — 3 декабря 313 или 316 года, Салона) — римский император с 20 ноября 284 года по 1 мая 305 года. Приход к власти Диоклетиана завершил так называемый кризис третьего века в Римской империи. Он установил твёрдое правление и устранил фикцию, согласно которой император был лишь первым из сенаторов (принцепсом), после чего объявил себя полновластным правителем. С его правления начинается период в римской истории, называемый доминатом.
В 303 году, желая вернуть Риму былое величие, начал гонения на христиан.

## Происхождение. Путь к власти
Диоклетиан родился около 245 года в окрестностях Скодры в местечке Диоклетии (ныне территория Черногории) и происходил из низших социальных слоёв (отец его был вольноотпущенником). Таким образом, римский император Диоклетиан был внуком раба. Тимоти Барнс считает датой рождения Диоклетиана 22 декабря. Имя его было Диокл (или Валерий Диокл), которое он, став императором, сменил на более звучное — Диоклетиан. Поступив при Галлиене простым солдатом на военную службу, он быстро поднимался по карьерной лестнице, а совершая походы с одного конца Римской империи в другой, знакомился с положением дел в государстве.
Пребывая в Галлии со своим легионом, он, по преданию, получил от одной друидки предсказание, что станет императором, если убьёт кабана (лат. aper). При Пробе он уже был наместником в Мёзии. Когда император Кар отправился на войну с персами, Диоклетиан сопровождал его в качестве командира доместиков (лат. comes domesticorum). Когда же Кар по ту сторону Тигра внезапно умер, а бывший с ним сын его, Нумериан, был коварно умерщвлён своим тестем, префектом преторианцев Аррием Апром, на берегу Босфора, в Халкидоне, солдаты заковали Апра в кандалы, а их начальники провозгласили императором Диоклетиана (17 сентября 284 года).

## Правление

### Характеристика периода
Диоклетиан начал новую эпоху в Римской империи, сделав императорскую власть неограниченной (абсолютной монархической властью — доминатом) не только де-факто, но и де-юре. Император уже нисколько не разделяет её с сенатом; он сам — источник всякой власти, он выше всех законов, всех обитателей империи, какого бы звания они ни были.

### Укрепление империи
Первым актом нового императора было собственноручное, перед лицом войска, умерщвление Апра. Он не тронул никого из своих врагов, утвердил их в должностях и, победив в Мёзии Карина, другого сына императора Кара, даже удивил современников своей кротостью, совсем не обычной в Риме у победителей в междоусобных войнах. Победой над Карином было восстановлено единство империи; но так как обстоятельства были трудные, то Диоклетиан взял себе в помощники старого своего друга Максимиана, дав ему сначала титул Цезаря, а после подавления им крестьянского восстания багаудов в Галлии (285) — и титул Августа (286). Пока Максимиан защищал Галлию от германцев, Диоклетиан был занят на востоке; обеспечивая безопасность границ империи в Азии и в Европе. Сначала из Никомедии, где он находился в конце 285 — начале 286 года, Диоклетиан двинулся в Сирию, чтобы устроить дела с Персией; когда же обстоятельства на Востоке получили благоприятный для Рима оборот, он повернул из Азии в Европу, чтоб защитить линию Дуная от нападений сарматов. Ему удалось отстоять прежнюю границу вдоль Дуная — (Дакию) и обеспечить за Римом провинцию Ретию. Триумфальное прибытие в Рим императоры отложили, но приняли каждый по новому эпитету: Диоклетиан стал прибавлять к своим именам лат. Jovius (Юпитеров), а Максимиан — лат. Herculius (Геркулесов). Победив сарацин (аравийских бедуинов), опустошавших границы Сирии, Диоклетиан снова вернулся в Европу (в конце 290 года).

#### Управление провинциями
Разделение империи на четыре части привело к преобразованию всего провинциального управления. Империя была раздроблена на большое количество округов управления, но так, что известная[какая?] их сумма была подчинена ведению более крупного правительственного центра. Вся империя была разделена на 12 диоцезов, каждый из которых был разделён на провинции: самый меньший, Британия — на четыре провинции, а самый большой, Восток (Oriens) — на 16. Такое устройство управления требовало увеличения числа чиновников, что соответственно вело к увеличению податей населения. Тем не менее, эта реформа соответствовала потребностям времени и была сохранена после Диоклетиана.
Изменение диоклетиановой системы управления провинциями произошло только в правление Юстиниана I.

#### Тетрархия
В начале 291 года на совещании в Милане с Максимианом, прибывшим туда из Галлии, было принято решение избрать двух Цезарей, причём выбор пал на Констанция Хлора и Галерия Максимиана. Привлечение к императорской власти двух новых лиц вызывалось тем, что при постоянных войнах и возмущениях в разных частях государства двум императорам не было возможности управиться с делами в отдаленных частях империи. Для скрепления взаимной связи с новыми императорами Диоклетиан и Максимиан входят с ними в ближайшее родство: Констанций, разведясь с Еленой, матерью Константина, женится на падчерице Максимиана Феодоре и получает в управление Галлию и Британию; Галерий, тоже разведясь со своей прежней женой, берёт в жёны дочь Диоклетиана Галерию Валерию и получает в управление всю Иллирию. Специально Максимиану, кроме общего надзора за всем Западом, предоставлено было ведать Италией, Африкой и Испанией. Области к Востоку от Италии остались на попечении Диоклетиана. При этом он привлёк к себе 18-летнего Константина, Констанциева сына от Елены, который следовал за ним всюду в его походах на Востоке. Торжественное приобщение двух кесарей к императорской власти произошло 1 марта 293 года. Разделение областей для управления было не столько разделением самой империи, сколько облегчением труда в управлении, во главе которого, по крайней мере нравственно, стоял по-прежнему Диоклетиан.

#### Защита границ государства
На долю одного из новых императоров выпала тотчас же нелёгкая задача отнять Британию у узурпатора Караузия, которого до тех пор поневоле должны были терпеть Диоклетиан с Максимианом, чего Констанцию и удалось достигнуть, как и успокоения Галлии. Максимиану пришлось защищать рейнские границы от вторжений германцев (296), а в следующем году — усмирять мавров в Африке. Галерию выпало на долю защищать, под главным руководством самого Диоклетиана, границу на нижнем Дунае, где языги, карпы, бастарны и ютунги давали римским войскам немало работы. Водворив спокойствие на европейском Востоке, Диоклетиан должен был отправиться в Египет, находившийся в то время в руках узурпатора Ахиллея.
После восьмимесячной осады Диоклетиан овладел Александрией и жестоко наказал александрийцев и вообще египтян за измену Диоклетиану (298). Вместе с тем Диоклетиан принял меры к более удобному управлению Египтом, разделив его на три провинции (Фиваиду, Aegyptus Jovia и Aegyptus Herculia), и к склонению народной массы на сторону римского правительства устройством раздачи хлеба бедным жителям за общественный счёт. К этому же времени относится странный эдикт, которым повелевалось собрать все старинные книги, учившие тому, как делать золото и серебро, и сжечь их. Это объясняли желанием Диоклетиана уничтожить источник богатства, а вместе с тем и высокомерия египтян.
Наконец, посредством договора с блеммиями и нобатами он обезопасил южную границу Египта от нападений этих варварских племён, обещав платить им ежегодную дань. Во время египетского похода он поручил Галерию выступить в Месопотамию против персов, воевавших в то время с покровительствуемым римлянами претендентом на независимый армянский престол, Трдатом. Галерий потерпел неудачу и бежал к шедшему от Антиохии на помощь Диоклетиану, который, в наказание, заставил его пройти в пурпуре целую милю пешком за его экипажем. Второй поход Галерия был удачнее. Он разбил наголову персов в Армении и заставил их уступить римлянам пять провинций по ту сторону Тигра (297).

### Гонения на христианство
В 303 году Диоклетиан начал гонения на христиан, в результате которых появилось множество мучеников. Император приказал закрыть церкви и уничтожить книги.
Менее всего ему посчастливилось в заботах о поддержании язычества как государственной религиозной системы и в ожесточённой борьбе с христианством. В сам год его смерти эдикт Константина Великого предоставил право свободного перехода в христианство всякому желающему. Оценка личности и деятельности Диоклетиана различна у языческих и христианских писателей. Но и языческие писатели упрекают его за введение восточной пышности в придворный этикет и за тот высокомерный ореол, которым он окружил персону римского императора, требуя, чтоб перед ним падали ниц, и выступая перед подданными, как божество. Вещественным памятником его деятельности остались в Риме колоссальные развалины терм Диоклетиана, построенных, по преданию, осуждёнными на смерть христианами.

## Последние годы

### Итоги правления. Уход в частную жизнь
Таким образом постепенно был восстановлен мир как внутри, так и на границах государства, чего уже давно не было в империи. Время Диоклетиана поэтому провозглашалось современными ему риторами возвращением золотого века. После двадцати напряжённых лет император явился, наконец, в Рим, но скупость увеселений, данных им народу, вызвала всеобщие насмешки. Вскоре Диоклетиан оставил Рим и отправился в свою любимую резиденцию Никомедию. В дороге он заболел и по настоятельному совету Галерия торжественно отказался от власти в Никомедии 1 мая 305 года. Галерий и Констанций получили титул августов, а в цезари были возведены Флавий Север и Максимин Даза.

### Смерть
Остаток жизни Диоклетиан провёл на родине в Иллирии, в своём поместье в Салоне, где уединённо прожил 6 лет. На попытку Максимиана и Галерия убедить его возвратиться к власти бывший император ответил отказом, заметив, между прочим, что если бы они видели, какова капуста, которую он вырастил, то не стали бы приставать к нему со своими предложениями. Последние годы Диоклетиана были омрачены не только физическими страданиями, но и грубостью по отношению к нему новых правителей (в особенности Константина). Диоклетиан умер при неизвестных обстоятельствах (по Аврелию Виктору — от яда, по Лактанцию — от голода и кручины, по Евсевию — после продолжительной болезни и от дряхлости) по разным данным 3 декабря 313 или 316 года.